# Bojko Dimitrov
Bojko Georgiev Dimitrov (bolgárul: Бойко Георгиев Димитров; Bulgária, Pleven, 1941. június 5. – 2025. január 18.) bolgár kommunista politikus, külügyminiszter (1989–1990), a Bolgár Kommunista Párt Központi Bizottságának tagja.

## Pályafutása
Tanulmányait a moszkvai Nemzetközi Kapcsolatok Intézetében (MGIMO) végezte 1963-ban. A Bolgár Kommunista Pártba 1967-ben lépett be. 1978 és 1982 között Bulgária havannai nagykövete volt. A párt Központi Bizottságának 1981 óta tagja. 1989. november 17-e és 1990. szeptember 22-e között Bulgária külügyminisztere volt.

## Fordítás
Ez a szócikk részben vagy egészben a Бойко Димитров (политик) című bolgár Wikipédia-szócikk fordításán alapul.  Az eredeti cikk szerkesztőit annak laptörténete sorolja fel. Ez a jelzés csupán a megfogalmazás eredetét és a szerzői jogokat jelzi, nem szolgál a cikkben szereplő információk forrásmegjelöléseként.